# Edicion limitada en español
Edicion limitada en español è il terzo EP della cantante canadese Nelly Furtado, pubblicato il 3 giugno 2008 in Spagna. L'EP contiene quattro tracce, le prime tre in spagnolo e l'ultima inizia in inglese.

## Tracce
1. En Las Manos De Dios
2. Dar
3. Lo Bueno Siempere Tiene Un Final
4. In God's Hands (feat. Keith Urban)